# 藤丸 (漫画家)
藤丸（ふじまる、1984年3月1日 - ）は、日本の漫画家、イラストレーター、原画家。男性。神奈川県横浜市出身、東京都在住。旧名義はF.blue。

## 経歴
- 2002年：同人誌で漫画家としての活動開始[2]。
- 2007年：ペンネームを現名に変更[1]。
- 2009年：『COMIC快楽天』3月号に短編漫画「初熱のシュガースノウ」掲載[3]。
- 2021年：『週刊ヤングジャンプ』16号で読切「箱入り娘のDAY to DAY」を掲載[4]。
- 2024年： 『ゲッサン』10月号で一般誌初連載作品となるレジスタ!の連載を開始[5]。

## 作品リスト

### 漫画
1. 『ラブミーテンダー』[6] （2017年11月30日発売[7]、ワニマガジン社〈ワニマガジンコミックススペシャル〉、ISBN 978-4-86269-528-4）
2. 『ユアソング』[8] （2019年12月27日発売[9]、ワニマガジン社〈ワニマガジンコミックススペシャル〉、ISBN 978-4-86269-687-8）
  - 夏待ちの日 （COMIC はぴにんぐ Vol.4）
  - 青年期の憂 （COMIC快楽天 2018年1月号）
  - 幸福期の隣人 （COMIC快楽天 2019年7月号）
  - 思秋期の薬 （COMIC快楽天 2018年11月号）
  - 晴れ日の花束 （COMIC快楽天 2018年8月号）
  - めぐみの果実 （COMIC快楽天 2019年2月号）
  - はるの牛飼い （COMIC快楽天 2018年5月号）
  - 供花の庭 （COMIC快楽天 2019年5月号）
  - 金糸雀の坂道 （COMIC快楽天 2019年9月号）
  - 終わりの電気羊 （COMIC快楽天 2019年12月号）
  - 8月の灯（了） （COMIC快楽天 2020年1月号）

- 「箱入り娘のDAY to DAY」 （集英社『週刊ヤングジャンプ』2021年16号掲載[10]、読切）
- レジスタ!（『ゲッサン』2024年10月号[11] - 連載中）

### イラスト
- 『翠星のガルガンティア』イラストファンブック
- コミックマーケット84 企業ブースパンフレット[12]
- 『OVERDRIVE FUJIMARU ARTWORKS』 （2013年8月10日 - 12日発売[13]、OVERDRIVE）
- 『ニート系戦隊らぶりぃー・りとる・どろっぷす』 （2013年10月10日発売[14]、KADOKAWA〈電撃文庫〉、ISBN 978-4-04-866026-6）
- 『comicアンスリウム Vol.008』 （2013年11月9日発売[15]、表紙、ジーオーティー）

### キャラクターデザイン
- 『キラ☆キラ カーテンコール』 （2008年8月14日発売、OVERDRIVE）
- 『DEARDROPS』 （2010年6月18日発売、OVERDRIVE）
- 『僕が天使になった理由 LOVE SONG OF THE ANGELS.』 （2013年2月28日発売、OVERDRIVE）
- 『ラブライブ! スクールアイドルフェスティバル』 （2013年4月30日実装、ブシロード）